# Philip Kotler
Philip Kotler (Chicago, 1931. május 31. –) amerikai tudós, a Northwestern University Kellogg School of Management iskolájának nemzetközi marketingprofesszora (S.C. Johnson & Son Distinguished Professor of International Marketing).

## Tanulmányai
Mesterfokozatát 1953-ban a Chicagói Egyetemen, PhD-jét 1956-ban a MIT-n (Massachusetts Institute of Technology) szerezte, közgazdaságtanból.

## Munkássága
1962-től 1964-ig a Kellogg Graduate School of Management, Northwestern University marketing tanszékén tanársegéd, majd 1965-től 1968-ig docens. 1969 óta egyetemi tanárként dolgozik.
A többszörösen kitüntetett marketingprofesszor, 15 könyv szerzője vagy társszerzője.
Számos könyve közül a Marketing Management (magyarul: Marketingmenedzsment) 2000-ig kilenc kiadást ért meg. Több műve magyarul is megjelent.
Nemcsak írással foglalkozik, nemzetközileg elismert előadó. Amerikában, Európában és Ázsiában egyaránt tart szemináriumokat marketinggel, cégfejlődéssel, gazdasági kérdésekkel kapcsolatban.
Az Amerikai Marketing Szövetség tagjai a szakma legnagyobb alkotójának választották.
Több vállalat tanácsadójaként is dolgozott: AT&T, Bank of America, General Electric, Honeywell, IBM, Merck.

## Kitüntetései, elismerései (időrendi sorrendben)
- díszdoktor:

1. Zürichi Egyetem (1990)
2. Athéni Közgazdasági és Gazdálkodástudományi Egyetem (1995)
3. Santo Domingói Katolikus Egyetem (1997)
4. DePaul Egyetem (1998)
5. Groupe HEC (1998)
6. Krakkói Közgazdaságtudományi Egyetem (1998)
7. Stockholmi Egyetem (1998)
8. Budapesti Corvinus Egyetem

- Alpha Kappa Psi-díjas (a Journal of Marketingben megjelent legjobb cikk írójának jutalma; 3 alkalommal is elnyerte a díjat)
- az Év Vezető Marketinggondolkodója (1975)
- Paul D. Converse-díj (1978)
- Stuart Henderson Britt-díj (1983)
- Kiváló Marketingoktató (1985)
- Charles Coolidge Parlin nemzeti marketing-díj (1989)
- Victor Mataja medál (1989)

## Könyvei (időrendi sorrendben)
- Philip Kotler - Kevin Lane Keller, Marketing Management, Pearson Education, 2006 (magyarul: Marketingmenedzsment, Akadémiai Kiadó, Budapest, 2006)
- Philip Kotler and Nancy Lee, Marketing in the Public Sector: A Roadmap for Improved Performance, Wharton School Publishing, 2006.
- Philip Kotler and Waldemar Pfoertsch, B2B Brand Management[halott link], Springer, 2006.
- Philip Kotler and Dawn Iacobucci, Kellogg on Marketing, John Wiley & Sons, 2001
- Building Global Biobrands: Taking Biotechnology To Market BUS HD9999.B442S56 2003
- Marketing Insights From A to Z: 80 Concepts Every Manager Needs  to Know BUS HF5415.K63127 2003
- Marketing Asian Places: Attracting Investment, Industry, and  Tourism to Cities, States and Nations BUS HC415.I53M37 2002
- Marketing Professional Services: Forward-thinking Strategies for Boosting Your Business, Your Image, and Your Profits BUS HD8038.A1K67 2002
- "Marketing Professional Services: Forward-Thinking Strategies for Boosting Your Business, Your Image, and Your Profits," 2nd Edition, rev. by David H Maister. Consulting to Management Sep 2002. Vol. 13, Iss. 3; p. 57.
- Social Marketing: Improving the Quality of Life BUS HF5414.K67 20002 (magyarul: Társadalmi marketing)
- Marketing Moves: A New Approach to Profits, Growth, and Renewal KC HF5415.K68M3 2002 (magyarul: Marketinglépések)
- "Kotler's strategic perspective on the new marketing," rev. by Craig Henry. Strategy & Leadership, 2002. Vol. 30, Iss.4.
- A Framework for Marketing Management BUS HF5415.13.K636 2001
- Marketing Management BUS HF5415.13.K64 2000
- Kotler on Marketing: How to Create, Win, and Dominate Markets BUS HF5415.13.K638 1999 (magyarul: Kotler a marketingről. Jönni látni, győzni - a piacon. Park Könyvkiadó, Budapest, 2000.)
- "Kotler on Marketing: How to Create, Win and Dominate Markets," rev. by A Coskun Samli. Academy of Marketing Science. Journal. Fall 2001. Vol. 29, Iss. 4;  pg. 421, 2 pgs (magyarul: Kotler a marketingről: Jönni, látni, győzni - a piacon Park Könyvkiadó, Budapest, 2000) ISBN 963 530 574 5
- "Kotler on Marketing," rev. by Carol Kennedy. Director,  Jun 1999. Vol. 52, Iss. 11; p. 97 (magyarul: Kotler a marketingről)
- "Marketing That Makes Sense," rev. by Michael Obermire. Across the Board, May 1999. Vol. 36, Iss. 5; p. 68
- Marketing Management: Analysis, Planning, Implementation, and Control BUS HF5415.13.K64 1998
- "Marketing Management," rev. by  Tim Ambler. Marketing, Aug 27, 1998. p. 24.
- Museum Strategy and Marketing: Designing Missions, Building Audiences, Generating Revenue and Resources BUS AM5.K68 1998 (magyarul Múzeumok stratégiája és marketingje)
- Managing Change in Museums: Guidance and Experience to Help," rev. by  Russell A Cargo, Elizabeth Rosser Cargo. Nonprofit Management and Leadership, Summer 2001. Vol. 11, Iss. 4; p. 499 (5 pages)
- Marketing: An Introduction BUS HF5415.K625 1997
- Standing Room Only: Strategies for Marketing the Performing Arts BUS PN1590.M27K68 1997 (magyarul: Csak állóhely: Az előadó-művészetek marketingstratégiái)
- The Marketing of Nations: A Strategic Approach to Building National Wealth BUS HD75.K697 1997
- "The Marketing of Nations" rev. by A Coskun Samli. Journal of Macromarketing,  Jun 1999. Vol. 19, Iss. 1; p. 84 (magyarul: Nemzetek marketingje)
- "The Marketing of Nations" rev. by Johny K Johansson. Journal of Marketing,  Jul 1998. Vol. 62, Iss. 3; p. 148 (magyarul: Nemzetek marketingje)
- "The Marketing of Nations" A Strategic Approach to Building National Wealth" rev. by  Ali Abdulla. Library Journal. Aug 1997. Vol. 122, Iss. 13;  pg. 104, 1 pgs (magyarul: Nemzetek marketingje)
- Marketing Management: Analysis, Planning, Implementation, and Control BUS HF5415.13.K64 1997
- Marketing Management: Analysis, Planning, Implementation, and Control BUS HF5415.13.K64 1995
- Marketing Places: Attracting Investment, Industry, and Tourism to Cities, States, and Nations BUS HF5415.K6315 1993 (magyarul: Elosztási csatornák)
- Marketing BUS HF5415.K63117 1992
- Marketing Models BUS HF5415.13.L52 1992. (magyarul: Marketingmodellek)
- Marketing Management: Analysis, Planning, Implementation, and Control BUS HF5415.13.K64 1991
- Strategic Marketing for Nonprofit Organizations BUS HF5415.K637 1991 (magyarul: Stratégiai marketing nonprofit szervezetek számára)
- Principles of Marketing BUS HF5415.K636 1991 (magyarul: Marketing-alapismeretek)
- Marketing Management: Analysis, Planning, Implementation and Control RDL HF5415.13.K64 1989
- Social Marketing: Strategies for Changing Public Behavior BUS HF5415.122.K68 1989
- Marketing Essentials BUS HF5415.K63117 1985
- The New Competition BUS HF5415.12.J3K68 1985 (magyarul: Az új verseny)
- Marketing Management: Analysis, Planning, and Control RDL HF5415.13.K64 1985
- Strategic Marketing for Educational Institutions BUS LB2806.K67 1985 (magyarul: Stratégiai marketing oktatási intézmények részére)
- Marketing Professional Services BUS HD8038.A1K67 1984 (magyarul: Szakszolgáltatások marketingje)
- Marketing for Nonprofit Organizations BRES HF5415.K87 1982 (magyarul: Marketing nonprofit szervezetek számára)
- Marketing Management: Analysis, Planning, and Control RDL HF5415.13.K64 1981
- Principles of Marketing BUS HF5415.K636 1980
- Marketing management and Strategy = Formerly Readings in Marketing Management: A Reader BUS HF5415.13.M3524 1980
- Marketing Management: Analysis, Planning, and Control RDL HF5415.13.K64 1980
- Marketing Management: Analysis, Planning, and Control RDL HF5415.13.K64 1979
- Marketing Management: Analysis, Planning, and Control RDL HF5415.13.K64 1976
- Simulation in Social and Administrative Science: Overviews and Case-examples DBW H61.G83 1972
- Marketing Management; Analysis, Planning, and Control BUS HF5415.13.K64 1972
- Readings in Marketing Management BUS HF5415.13.K65 1972
- Creating Social Change DBW HM101.Z28 1972
- Marketing Decision Making: A Model Building Approach BUS HF5415.K63 1971
- Marketing and the Computer RDL HF5415.13.C33 1970
- Marketing Management: Analysis, Planning, and Control BUS HF5415.1.K67 1967